# Jürgen Kilian
Jürgen Kilian (* 1973) ist ein deutscher Historiker.
Kilian absolvierte von 2002 bis 2007 ein Studium der Geschichte an den Universitäten Passau sowie Freiburg im Breisgau. 2011 wurde er in Passau zum Dr. phil promoviert, wo er auch einen Lehrauftrag innehatte. Gemeinsam mit Florian Seiller erhielt Kilian 2012 den 3. Preis des Werner-Hahlweg-Preises für Militärgeschichte und Wehrwissenschaften. Als wissenschaftlicher Mitarbeiter wirkte er von 2011 bis 2015 an der Universität zu Köln und 2016 am Bundesarchiv in Koblenz. Für die unabhängige Historiker-Kommission des BMF zur Erforschung der Geschichte des Reichsfinanzministeriums in der Zeit des Nationalsozialismus leitete er das Teilprojekt Reichsfinanzministerium und monetäre Ausbeutung Europas. In diesem Zusammenhang publizierte er 2017 die Studie Krieg auf Kosten anderer: Das Reichsministerium der Finanzen und die wirtschaftliche Mobilisierung Europas für Hitlers Krieg. Seit 2017 hat er einen Lehrauftrag an der Universität Bayreuth inne, wo er 2023 mit einer Arbeit zu den deutschen Kolonialgouverneuren für neueste Geschichte habilitiert wurde. Von 2020 bis 2023 wirkte er zusätzlich als wissenschaftlicher Mitarbeiter am Institut für Zeitgeschichte und seit 2023 auch an der TU Bergakademie Freiberg.
Seine Forschungsschwerpunkte sind der Nationalsozialismus, die Kolonial- und Institutionengeschichte.

## Schriften (Auswahl)
- Des Kaisers Gouverneure: Sozialprofil, Deutungsmuster und Praktiken einer kolonialen Positionselite, 1885–1914, transcript Verlag, Bielefeld 2024, ISBN 978-3-8394-7205-7. (= Habilitationsschrift Universität Bayreuth)
- Krieg auf Kosten anderer: Das Reichsministerium der Finanzen und die wirtschaftliche Mobilisierung Europas für Hitlers Krieg, De Gruyter Oldenbourg, Berlin/Boston 2017, ISBN 978-3-11-045255-6. (=Das Reichsfinanzministerium im Nationalsozialismus, Band 3)
- Wehrmacht und Besatzungsherrschaft im russischen Nordwesten 1941–1944: Praxis und Alltag im Militärverwaltungsgebiet der Heeresgruppe Nord, Schöningh, Paderborn/München/Wien/Zürich 2012, ISBN 978-3-506-77613-6. (= Krieg in der Geschichte, Band 75 sowie Dissertation an der Universität Passau)

## Quelle
- Eintrag auf den Seiten der Universität Bayreuth
- Historikerkommission Reichsfinanzministerium von 1933 -  1945 - Mitarbeiter Jürgen Kilian auf reichsfinanzministerium-geschichte.de